# Ілоїло (провінція)
Ілоіло (хіл.: Kapuoran sang Iloilo; філ.: Lalawigan ng Iloilo) — провінція Філіппін, розташована в регіоні Західні Вісаї. Провінція займає велику південно-східну частину острова Панай і межує з провінцією Антіке на заході, Капіз на півночі, протокою Гуймарас на сході, протокою Ілоіло і затокою Панай на південному заході.
Столицею провінції є місто Ілоіло. Воно є незалежним та не підпорядковується уряду провінції. За даними перепису 2015 року населення провінції (включаючи місто Ілоіло) становило 2 361 042 осіб.
Площа провінції становить 5 001 км2. Провінція розлілена географічно на дві частини: високогір'я в західній частині і рівнина, яка складає більшу частину площі провінції. Ілоіло складається з 42 муніципалітетів, одного незалежного міста та одного високоурбанізованого міста.
Економіка провінції є однією з найконкурентноспроможніших в країні та має постійні темпи зростання, що дозволяє створювати нові робочі місця. Місто Ілоіло є центром нерухомості, медичних послуг, освіти, розташування торгових та бізнес-центрів, промисловості та торгівлі.
В північній частині Ілоіло розвинута рибна промисловість та бурхливо розвивається туризм; ця частина провінції розташована поряд з морем Вісаян. Таке географічне положення робить галузь рибальства провінції однією з провіних в країні.
Центральна частина провінції являє собою аграрний центр, який виробляє широкий спектр сільськогосподарської продукції, такої як кукурудза, рис, банани, цукор, ананаси та інші.
Економіка південної частини Ілоіло базується на туризмі через розташування тут історичних колоніальних будівель, пляжів, морських заповідників.